# Wilcox (Wyoming)
Pour les articles homonymes, voir Wilcox.
Wilcox est une petite ville du comté d'Albany, dans le sud du Wyoming, aux États-Unis, située sur l'U.S. Route 30/287, à environ 5 kilomètres au nord de la ville de Rock River.
Wilcox est surtout connue comme le lieu de l'attaque d'un train le 2 juin 1899, lorsque des membres de la Wild Bunch de Butch Cassidy, dont entre autres le Sundance Kid, ont dévalisé le train Overland Flyer n°1 de l'Union Pacific, le prenant d'assaut et faisant sauter le wagon et le coffre-fort à la dynamite. L'ancienne ligne de chemin de fer où le vol a eu lieu est maintenant fermée et le site est sur un terrain privé.